# ميغيل أرسينيو لارا سوسا
ميغيل أرسينيو لارا سوسا (1953 - 22 فبراير 2021) سياسي ورجل أعمال مكسيكي.

## السيرة الشخصية
كان ابن بيدرو أرسينيو لارا بويرتو زعيم زراعي وناشط اجتماعي. تخرج ميغيل من جامعة تشابينغو المستقلة في عام 1978 وحصل على شهادة في هندسة تربية الحيوانات وأصبح محترفًا في القطاع الزراعي، وأصبح رئيسًا لجمعية سوسيداد أبيكولا مايا في عام 1996. عضو في الحزب الثوري المؤسسي، خدم في كونغرس يوكاتان من 1998 إلى 2001، وكذلك رئيس بلدية قرية تيكسكوكوب من 1998 إلى 2004.
توفي ميغيل أرسينيو لارا سوسا بسبب سكتة قلبية في 22 فبراير 2021 عن عمر يناهز 68 عامًا.